# بابيلون (فلم 2017)
 بابيلون (بالإنجليزية: Papillon) هو فيلم سيرة ذاتية من بطولة تشارلي هونام، رامي مالك، رولاند مولر، يوريك فان فاجينينجين، وآخرون. تبلغ مدة الفيلم 133 دقيقة.

## القصة
هنري بابيلون (تشارلي هونام) اتُهم في جريمة قتل ظلماً، وحكم عليه بالسجن مدى الحياة وأودع بالسجن في جزيرة غيانا الفرنسية في أمريكا الجنوبية، ونقل إليها على متن سفينة حيث تعرف على زميله الخطير لويس ديجا (رامي مالك). الأوضاع في السجن لا تُطاق فيحاول بابيلون الهرب، وتفشل محاولته الأولى حيت أنه قام بمحاولة رشو أحد الصيادين عندما كان يقوم بالاعمال الشاقة ولكن قام الصياد بالاتفاق مع حراس السجن، فيتم القبض عليه ويوضع في الحبس الانفرادي لمدة عامين ويخرج منه، ليكرر محاولته الثانية مع صديقه ديجا وسجينين آخرين وينجحون جزئياً بالهرب من الجزيرة ليبحرو في عرض البحر وتضربهم عاصفة فيفقدو وعيهم ويستيقظون في أحد جزر مدينة كولومبيا مع مجموعة من الهنود وترأسهم راهبة مسيحية هي التي تشي بهم ليعودو إلى السجن، ويعاقب بالحبس الانفرادي لمدة 5 سنوات وبعد انقضاء مدته يخرج بابيلون ليوضع في جزيرة الشيطان وهي جزيرة مرتفعة تحيط بها الأمواج العاتية ليلتقي بمحض الصدفة مع صديقه لويس ديجا الذي بدأت تنتابه بعض نوبات الجنون. لم يكف بابيلون محاولاته للهرب حتى وصل للخمسين من عمره، حيث نجح أخيراً في الهرب وأصبح في عرض البحر وذهب إلى فنزويلا لكي ينشر قصته.

## بطولة
- رامي مالك بدور لويس ديغا.
- تشارلي هونام بدور هنري "بابيلون" تشاريير.
- رولاند مولر بدور سيلييه.
- يوريك فان فاجينينجين.
- إيف هيوسون بدور نينيت.
- تومي فلانغان.
- ميكائيل سوشا بدور جولو.
- إيان بياتي بدور توسان.
- جويل بسمان.

## الإصدار
تم إصدار الفيلم في الولايات المتحدة يوم 24 أغسطس 2018.

### شباك التذاكر
اعتبارا من 26 أغسطس 2018، حقق الجبل بيننا عائدات بقيمة 1,585,045 دولار في الولايات المتحدة وكندا، وما مجموعه 2,180,684 دولار بالنسبة لعائدات باقي مناطق العالم، بإجمالي عائدات عالمية بلغ 3,765,729 دولار.

### الإستقبال النقدي
تلقى الفيلم إشادة متوسطة من النقاد. حيث حصل على تقييم 52% على موقع الطماطم الفاسدة مع متوسط تقييم 5.8/10، بناءً على 101 مراجعة. أما على موقع ميتاكريتيك فقد حصل الفيلم على معدل 51 من 100 بناء على 31 مراجعة.

## وصلات خارجية
مقالات تستعمل روابط فنية بلا صلة مع ويكي بيانات

لا توجد روابط لمواقع التواصل الاجتماعي.